# Bob Weir
Robert Hall "Bob" Weir (16 de octubre de 1947) es un músico estadounidense, y uno de los fundadores de la agrupación Grateful Dead. Después de la separación de la banda en 1995, Weir trabajó con The Other Ones, conocidos años después como The Dead, junto con otros miembros de Grateful Dead. Weir también fue partícipe en giras y discos de las bandas Kingfish, the Bob Weir Band, Bobby and the Midnites, Scaring the Children, RatDog y Furthur.
Durante su carrera junto a Grateful Dead, Weir tocó la guitarra rítmica la mayor parte del tiempo, y cantó algunas canciones. 

## Discografía

### Grateful Dead
- The Grateful Dead (1967)
- Anthem of the Sun (1968)
- Aoxomoxoa (1969)
- Live/Dead (1969)
- Workingman's Dead (1970)
- American Beauty (1970)
- Grateful Dead (1971)
- Europe '72 (1972)
- History of the Grateful Dead, Volume One (Bear's Choice) - (1973)
- Wake of the Flood (1973)
- From the Mars Hotel (1974)
- Blues for Allah (1975)
- Steal Your Face (1976)
- Terrapin Station (1977)
- Shakedown Street (1978)
- Go to Heaven (1980)
- Reckoning (1981)
- Dead Set (1981)
- In the Dark (1987)
- Dylan & the Dead (1989)
- Built to Last (1989)
- Without a Net (1990)

### Como solista y compilados
- Ace - Bob Weir (1972)
- Kingfish - Kingfish] (1976)
- Live 'n' Kickin' - Kingfish (1977)
- Heaven Help The Fool - Bob Weir (1978)
- Bobby and the Midnites - Bobby and the Midnites (1981)
- Where the Beat Meets the Street - Bobby and the Midnites (1984)
- Kingfish in Concert: King Biscuit Flower Hour - Kingfish (1996)
- Live - Bob Weir and Rob Wasserman (1998)
- Mother McCree's Uptown Jug Champions - Mother McCree's Uptown Jug Champions (1999)
- Evening Moods - RatDog (2000)
- Live at Roseland - RatDog (2001)
- Weir Here – The Best of Bob Weir - compilado (2004)
- Fall 1989: The Long Island Sound – Jerry Garcia Band and Bob Weir & Rob Wasserman (2013)

- Blue Mountain – Bob Weir (2016)

### Vídeos
- Move Me Brightly (2013)
- The Other One: The Long, Strange Trip of Bob Weir (2015)